# Drama Queen (That Girl)
«Drama Queen (That Girl)» (рус. «Звезда сцены (Эта девушка)») – поп-рок сингл актрисы/певицы Линдси Лохан. Песня – первый и единственный сингл с саундтрека кинокартины Звезда сцены, в которой Лохан снялась в главной роли. Песня была выпущена в январе 2004 с клипом, чтобы продвинуть фильм. Это принесло некоторый успех на Disney Channel и Radio Disney.

## Информация о песне
Песня была написана Пэмом Шейном и Биллом Вольфом. Её продюсеры Мэтью Джеррард, Доун Соулер и Митчелл Лайб. Клип на песню имел успех на Disney Channel, а также был хитом на Radio Disney. Вследствие этого, песня появилась на альбомах Radio Disney Jams, Vol. 7 и Radio Disney Chart Toppers. Песня выиграла «Лучшая Песня Чтобы Посмотреть Как Поет Ваш Отей» на 2004 Radio Disney Awards.

### Клип
Режиссёр клипа Деклан Вайтблум. В клипе Лохан играет героиню из фильма Лолу Кеп, которая прослушивается с песней "королевы сцены". Она поет перед экзаменаторами. Она делится на 4 «я» и по очереди поет песню. Также показаны сцены из фильма, а также то и дело сменяются декорации для саундтрека.

## Список композиций
Это официальный трек-лист для "Drama Queen (That Girl)" 
1. «Drama Queen (That Girl)»(Radio Edit) — 3:16
2. «Drama Queen (That Girl)»(Call-Out Research Hook) — 0:13